# Rumba (film 1937)
Rumba (Woodland Cafè) è un film del 1937 diretto da Wilfred Jackson. È un cortometraggio d'animazione della serie Sinfonie allegre, distribuito negli Stati Uniti dalla United Artists il 13 marzo 1937. È stato distribuito anche coi titoli Il bosco incantato e Caffè nel bosco.

## Trama
Un gran numero di insetti e altri invertebrati borghesi arrivano in un caffè gestito e frequentato esclusivamente da loro simili. L'illuminazione del locale è fornita da lucciole, e mentre i clienti vengono serviti ai tavoli, un'orchestra suona musica jazz con degli strumenti composti di fiori. Quindi viene messa in scena una danse Apache in cui una mosca resiste alle avances di un ragno, riuscendo poi ad avere la meglio su di lui. Infine, tutti riempiono la pista da ballo mentre l'orchestra suona e canta Truckin'.

## Produzione
Lo sviluppo del film iniziò attorno a marzo del 1936 con il titolo di lavorazione Bug Cabaret. In estate Terrell Stapp e John Walbridge iniziarono a lavorare sul layout. Tra gli animatori principali del film si segnalano Isadore Klein (che lavorò alle scene dell'ape e la formica al tavolo), Dick Lundy (che animò le sequenze della danse Apache e della band che suona), Ward Kimball (che lavorò all'energica scena finale) e Cy Young (che realizzò principalmente l'animazione degli effetti).

## Distribuzione

### Edizioni home video

#### VHS
America del Nord
- Silly Symphonies (1984)

Italia
- Silly Symphonies (novembre 1985)[3]

#### DVD
Il cortometraggio fu distribuito in DVD-Video nel secondo disco della raccolta Silly Symphonies, facente parte della collana Walt Disney Treasures e uscita in America del Nord il 4 dicembre 2001 e in Italia il 22 aprile 2004. È presente inoltre nel DVD Extreme Music Fun, sia nell'edizione nordamericana (uscita il 31 maggio 2005 come sesto volume della collana Classic Cartoon Favorites) sia in quella italiana (uscita il 17 novembre).